# Até ao Fim
Até ao fim é o sexto álbum de estúdio da fadista Kátia Guerreiro lançado em 2014. O álbum surge seis anos depois do O último álbum de inéditos da fadista, Fado, tinha surgido seis anos antes.
Produzido por Tiago Bettencourt, as letras deste Até ao fim envolvem nomes nacionais ligados à música, como Paulo de Carvalho, Amália Rodrigues ou Samuel Úria, e ligados à escrita como Sophia de Mello Breyner, Vasco Graça Moura, Rita Ferro ou o jornalista José Fialho Gouveia.

## Faixas
1. "9 amores" (Paulo de Carvalho)  - (3:44)
2. "Mentiras" (Rita Ferro / Pedro de Castro) - (2:35)
3. "Até ao fim" (Vasco Graça Moura / Tiago Bettencourt) - (4:08)
4. "Disse ao mar que te amava" (José Fialho Gouveia / Franklin Godinho) - (2:50)
5. "Janela do meu peito" (Alberto Janes) - (2:13)
6. "Fado dos contrários" (Rui Machado / José Marques) - (2:49)
7. "Fado da noite que nos fez" (Samuel Úria / Alfredo Marceneiro) - (5:54)
8. "Quero cantar para a Lua" (Amália Rodrigues / Pedro de Castro) - (4:01)
9. "Sei que estou só" (Sophia de Mello Breyner / Tiago Bettencourt) - (3:25)
10. "Nesta noite" '(Paulo Valentim)' - (3:26)
11. "As quatro operações" (Vasco Graça Moura / Tiago Bettencourt / Pedro de Castro) - (2:24)
12. "Eu gosto tanto de ti - Canção para a Mafalda" (Katia Guerreiro) - (4:04)

## Ficha técnica
Músicos
- Luis Guerreiro (guitarra portuguesa)
- Pedro de Castro (guitarra portuguesa)
- João Veiga, Artur Caldeira (viola)
- André Ramos (viola)
- Francisco Gaspar (viola baixo)

Músicos convidados
- Professor Joel Pina (viola baixo)
- Pedro Jóia (viola)
- Tiago Bettencourt (viola + piano)